# كزافييه هيرنانديز
كزافييه هيرنانديز (بالإنجليزية: Xavier Hernandez)‏ هو لاعب كرة قاعدة أمريكي، ولد في 16 أغسطس 1965 في بورت أرثر في الولايات المتحدة.

## وصلات خارجية
- كزافييه هيرنانديز على موقعبيزبول رفرنس.كوم (الدوري الرئيسي) (الإنجليزية)
- كزافييه هيرنانديز على موقعبيزبول رفرنس.كوم (الدوري الثانوي) (الإنجليزية)
- كزافييه هيرنانديز على موقع مشجعي الرسوم البيانية (الإنجليزية)